# 大須賀允
大須賀 允（おおすが まこと、1980年3月8日 - ）は、栃木県足利市出身の元プロ野球選手（内野手）。

## 来歴

### プロ入り前
足利市立小俣小学校で野球を始め、足利市大会で優勝。足利市立小俣小学校では県大会に出場した。
群馬県立前橋工業高等学校に進学後は2年夏と3年夏に甲子園に出場してともにベスト4。3年夏は準々決勝で三上真司、東出輝裕を擁する敦賀気比高等学校に延長10回サヨナラで勝利。準決勝で川口知哉の平安高等学校に敗退。甲子園通算31打数9安打.290を記録。
在学中は大型内野手として高校通算20本塁打を記録。また高校日本選抜にも選ばれるなど、ドラフト指名も噂されたが東北福祉大学に進学することとなった。
同大学では1年春からレギュラーとして活躍し、その年には日米大学野球代表にも選出された。上級生からは4番を打ち、3年の大学選手権では初戦で相木崇（福岡大）から本塁打を放つなどの活躍で準優勝。大学通算打率.326、20本塁打を記録、最多打点、本塁打各1回、ベストナイン4回受賞。1999年にはシドニー五輪代表の候補にも選出された。
広島時代もチームメイトの石原慶幸は同大学の同期であった。

### プロ入り後
2001年のドラフト6巡目指名で読売ジャイアンツに入団。
2004年には一軍の試合に出場し、東京ドームで坂元弥太郎からプロ初ホームランを放つも、その後は一軍出場のないまま、2006年10月2日巨人より戦力外通告を受けた。その後広島の入団テストに合格し入団。
2007年は自身初の開幕一軍メンバーに入り、16試合に出場したが、打率は.150と低迷した。
2008年は一軍出場がなく、10月に球団より戦力外通告を受ける。現役続行を希望し同年の12球団合同トライアウトに参加するも、獲得する球団は現れず現役引退を決意。今後は、パソコンを勉強し、野球に関する事業を始める予定と語った。

### 引退後
2009年1月、元プロ野球選手の小早川幸二が代表取締役を務める通信企業会社「K-アシスト」に入社した。
2012年10月1日、物流・倉庫業のダイワコーポレーションへ転職。現在は同社の横浜本牧営業所でサブリーダーを務めている。
2020年6月27日、古巣の巨人とOBスカウトとしての契約を締結。神奈川エリアの有望選手の情報を巨人に提供する役割を担う。

## 人物
広島時代は、移籍に伴い妻子を東京に残して単身赴任生活をしていた。

## 詳細情報

### 年度別打撃成績
| 年 度     | 球 団     | 試 合 | 打 席 | 打 数 | 得 点 | 安 打 | 二 塁 打 | 三 塁 打 | 本 塁 打 | 塁 打 | 打 点 | 盗 塁 | 盗 塁 死 | 犠 打 | 犠 飛 | 四 球 | 敬 遠 | 死 球 | 三 振 | 併 殺 打 | 打 率 | 出 塁 率 | 長 打 率 | O P S |
| --------- | --------- | ----- | ----- | ----- | ----- | ----- | -------- | -------- | -------- | ----- | ----- | ----- | -------- | ----- | ----- | ----- | ----- | ----- | ----- | -------- | ----- | -------- | -------- | ----- |
| 2002      | 巨人      | 1     | 1     | 1     | 0     | 0     | 0        | 0        | 0        | 0     | 0     | 0     | 0        | 0     | 0     | 0     | 0     | 0     | 0     | 0        | .000  | .000     | .000     | .000  |
| 2004      | 巨人      | 17    | 6     | 6     | 3     | 2     | 1        | 0        | 1        | 6     | 2     | 0     | 0        | 0     | 0     | 0     | 0     | 0     | 3     | 0        | .333  | .333     | 1.000    | 1.333 |
| 2007      | 広島      | 16    | 23    | 20    | 2     | 3     | 0        | 0        | 0        | 3     | 1     | 0     | 0        | 0     | 0     | 2     | 0     | 1     | 6     | 0        | .150  | .261     | .150     | .411  |
| 通算：3年 | 通算：3年 | 34    | 30    | 27    | 5     | 5     | 1        | 0        | 1        | 9     | 3     | 0     | 0        | 0     | 0     | 2     | 0     | 1     | 9     | 0        | .185  | .267     | .333     | .600  |

### 記録
- 初出場：2002年8月20日、対横浜ベイスターズ19回戦（東京ドーム）、4回裏に宮﨑一彰の代打として出場
- 初打席：同上、4回裏に稲嶺茂夫から一塁ゴロ
- 初先発出場：2004年4月25日、対阪神タイガース6回戦（阪神甲子園球場）、8番・遊撃手で先発出場
- 初安打・初打点：同上、2回表に下柳剛から左越先制適時二塁打
- 初本塁打：2004年5月16日、対ヤクルトスワローズ8回戦（東京ドーム）、8回裏に坂元弥太郎から左越ソロ

### 背番号
- 53 （2002年 - 2006年）
- 52 （2007年 - 2008年）